# Clayton da Silveira da Silva
Clayton da Silveira da Silva, conhecido apenas como Clayton, (Rio de Janeiro, 23 de outubro de 1995), é um futebolista brasileiro que atua como atacante. Atualmente, joga pelo Diamond Harbour.

## Carreira

#### Início
Clayton é natural de Rio de Janeiro, Rio de Janeiro. Revelado pelo Figueirense em 2012, atuou nas categorias de base do infantil ao juniores entre 2007 e 2012.
Em 2012, Clayton fez sua estreia no profissional, mas após atuar apenas 2 partidas, voltou ao Sub-20 em 2013.
Em 2014, retornou ao profissional e ajudou a equipe a conquistar o Campeonato Catarinense de 2014 (primeiro título como profissional de sua carreira).
Em 2015, foi bicampeão catarinense, ganhando também o troféu de ouro como melhor atacante, e o troféu de bronze como craque da competição.

### Atlético Mineiro
Na madrugada do dia 23 de fevereiro de 2016, o Figueirense acertou a venda de Clayton para o Atlético Mineiro. A diretoria do Galo revelou que desembolsou 3 milhões de euros, equivalentes a 13 milhões de reais pelo câmbio atual, para adquirir 50% dos direitos econômicos do atacante. Além deste valor, o Atlético Mineiro emprestou ao Figueirense o atacante Rafael Moura e o meio-campista Dodô. Clayton assinou um contrato por 5 temporadas com o clube mineiro.
Logo em sua partida de estreia, o atacante deixou sua marca, no empate por 1 a 1 contra o América-MG no Independência.
Em pouco tempo de clube, não se destacou e chegou a ser emprestado ao Corinthians. No alvinegro paulista, também não se destacou e voltou ao Galo sob pedidos de Rogério Micale. Na última partida da temporada, lesionou e ficou de fora de todo o 1° semestre de 2018.

### Corinthians
No dia 23 de março de 2017, acertou sua ida para o Corinthians por empréstimo, até o final de 2017.

#### Jogos pelo Corinthians
Expanda a caixa de informações para conferir todos os jogos deste jogador, pelo Corinthians.
| Jogos pelo Corinthians                 | Jogos pelo Corinthians | Jogos pelo Corinthians               | Jogos pelo Corinthians | Jogos pelo Corinthians | Jogos pelo Corinthians | Jogos pelo Corinthians |
|                                        | Data                   | Local                                | Resultado              | Adversário             | Gols                   | Competição             |
| 2017                                   | 2017                   | 2017                                 | 2017                   | 2017                   | 2017                   | 2017                   |
| -------------------------------------- | ---------------------- | ------------------------------------ | ---------------------- | ---------------------- | ---------------------- | ---------------------- |
| 1.                                     | 1 de abril             | Santa Cruz, Ribeirão Preto, Brasil   | 0–0                    | Botafogo-SP            | 0                      | Paulista               |
| 2.                                     | 5 de abril             | Arena Corinthians, São Paulo, Brasil | 2–0                    | Universidad de Chile   | 0                      | Sul-Americana          |
| 3.                                     | 9 de abril             | Arena Corinthians, São Paulo, Brasil | 1–0                    | Botafogo-SP            | 0                      | Paulista               |
| 4.                                     | 12 de abril            | Beira-Rio, Porto Alegre, Brasil      | 1–1                    | Internacional          | 0                      | Copa do Brasil         |
| 5.                                     | 16 de abril            | Morumbi, São Paulo, Brasil           | 2–0                    | São Paulo              | 0                      | Paulista               |
| 6.                                     | 19 de abril            | Arena Corinthians, São Paulo, Brasil | 1(3)–(4)1              | Internacional          | 0                      | Copa do Brasil         |
| 7.                                     | 30 de abril            | Moisés Lucarelli, Campinas, Brasil   | 3–0                    | Ponte Preta            | 0                      | Paulista               |
| 8.                                     | 7 de maio              | Arena Corinthians, São Paulo, Brasil | 1–1                    | Ponte Preta            | 0                      | Paulista               |
| 9.                                     | 10 de maio             | Nacional, Santiago, Chile            | 2–1                    | Universidad de Chile   | 0                      | Sul-Americana          |
| 10.                                    | 28 de maio             | Serra Dourada, Goiânia, Brasil       | 1–0                    | Atlético Goianiense    | 0                      | Brasileiro             |
| 11.                                    | 7 de junho             | São Januário, Rio de Janeiro, Brasil | 5–2                    | Vasco da Gama          | 2                      | Brasileiro             |
| 12.                                    | 11 de junho            | Arena Corinthians, São Paulo, Brasil | 3–2                    | São Paulo              | 0                      | Brasileiro             |
| 13.                                    | 28 de junho            | La Independencia, Tunja, Colômbia    | 1–1                    | Patriotas              | 0                      | Sul-Americana          |
| 14.                                    | 26 de julho            | Arena Corinthians, São Paulo, Brasil | 2–0                    | Patriotas              | 0                      | Sul-Americana          |
| Legenda: Vitórias — Empates — Derrotas |                        |                                      |                        |                        |                        |                        |

### Retorno ao Atlético Mineiro
A pedido do técnico Rogerio Micale, com quem trabalhou na Seleção Sub-20, Clayton foi reintegrado ao elenco atleticano para a disputa do restante do Brasileirão 2017, após passagem apagada pelo Corinthians.

### Bahia
No dia 8 de agosto de 2018, Clayton acertou a sua ida ao Bahia, por empréstimo de 1 ano.

### Novo Retorno ao Atlético Mineiro
Após seu empréstimo com os baianos chegar ao fim Clayton retornou ao Galo, porém o atacante somente ficou no Banco de reservas nos jogos contra o Athletico Paranaense e contra o Próprio Bahia, pelo Campeonato Brasileiro.

### Vasco da Gama
No dia 2 de setembro de 2019, Clayton se transferiu para o Vasco, com contrato válido até o final do ano.

## Seleção Brasileira
Clayton foi convocado para defender a Seleção Brasileira nos Jogos Pan-Americanos de 2015, no Canadá. Foi chamado pelo técnico Rogério Micale, treinador da Seleção Sub-20, já que para tal competição é necessário idade olímpica. Foi titular e fundamental para a Seleção nos Jogos Pan-Americanos na conquista do bronze, sendo vice-artilheiro do torneio com 4 gols em 5 jogos. 
No dia 20 de Março de 2016, Clayton foi convocado novamente pela Seleção Olímpica, para a disputa de dois amistosos, contra a Nigéria e a África do Sul.

## Estatísticas
Atualizado até 27 de julho de 2017.

### Clubes
| Clube       | Temporada | Campeonato nacional | Campeonato nacional | Copa nacional | Copa nacional | Competições continentais¹ | Competições continentais¹ | Outros torneios² | Outros torneios² | Total | Total |
| Clube       | Temporada | Jogos               | Gols                | Jogos         | Gols          | Jogos                     | Gols                      | Jogos            | Gols             | Jogos | Gols  |
| ----------- | --------- | ------------------- | ------------------- | ------------- | ------------- | ------------------------- | ------------------------- | ---------------- | ---------------- | ----- | ----- |
| Corinthians |           |                     |                     |               |               |                           |                           |                  |                  |       |       |
| 2017        | 3         | 2                   | 2                   | 0             | 4             | 0                         | 5                         | 0                | 14               | 2     |       |
| Total       | 3         | 2                   | 2                   | 0             | 4             | 0                         | 5                         | 0                | 14               | 2     |       |
| Total       | Total     | 3                   | 2                   | 2             | 0             | 4                         | 0                         | 5                | 0                | 14    | 2     |

¹Estão incluídos jogos e gols da Copa Sul-Americana

²Estão incluídos jogos e gols pelo Campeonato Paulista, Torneios Amistosos e Amistosos

### Campeonatos
| Competição            | Partidas | Gols | Média |
| --------------------- | -------- | ---- | ----- |
| Amistosos¹            | 3        | 0    | 0,00  |
| Campeonato Paulista   | 5        | 0    | 0,00  |
| Campeonato Brasileiro | 3        | 2    | 0,66  |
| Copa do Brasil        | 2        | 0    | 0,00  |
| Copa Sul-Americana    | 4        | 0    | 0,00  |
| TOTAL                 | 14       | 2    | 0,14  |

## Títulos
Figueirense
- Campeonato Catarinense: 2014 e 2015

Corinthians
- Campeonato Paulista: 2017
- Campeonato Brasileiro: 2017

Bahia
- Campeonato Baiano: 2019

### Prêmios individuais
| Ano  | Premiação          | Prêmio          | Time        | Resultado | Ref.   |
| ---- | ------------------ | --------------- | ----------- | --------- | ------ |
| 2015 | Prêmio Top da Bola | Melhor atacante | Figueirense | Venceu    | [ 15 ] |
| 2015 | Prêmio Top da Bola | Melhor jogador  | Figueirense | 3º lugar  | [ 15 ] |